# Åtkomstkontroll
Åtkomstkontroll används för att förhindra obehörig eller oavsiktlig förändring av information samt obehörigt avslöjande av information. Åtkomstkontroll svarar alltså mot aspekterna sekretess och riktighet inom datasäkerhet.
Ett aktivt subjekt utför en åtkomstoperation på ett passivt objekt. Subjektet är vanligen en användare och objektet en fil, mapp eller annan resurs i ett datasystem. Operationer är sätt att komma åt objekt och de två grundläggande åtkomstsätten är observera och förändra.
Enligt säkerhetsmodellen Bell-LaPadula finns fyra åtkomsträttigheter:
1. exekvera; varken läsa eller skriva
2. läsa
3. tillägga; skriva utan att läsa
4. skriva; oftast även att läsa

Andra rättigheter som ofta används är:
1. lista; se vilken information som finns, men inte läsa den.
2. radera; ta bort information (gallra)
3. administrera; ändra åtkomstkontroll och ägarskap